# Eletica olseni
Eletica olseni es una especie de coleóptero de la familia Meloidae.

## Distribución geográfica
Habita en Guinea.